# 智慧港口
智能港口是指采用智能技术解决方案（例如物联网、传感器、摄像头、无人机和其他数字化技术）的港口，此類港口更具环境可持续性、有著更好的经济效率以及能够处理日益增長的港口流量的同時還能提高效率、有效性和安全性。